# Зоряні війни: Імперія завдає удару у відповідь
«Зоряні війни. Епізод V. Імперія завдає удару у відповідь» (англ. Star Wars Episode V: The Empire Strikes Back) — науково-фантастичний фільм, знятий Ірвіном Кершнером, другий за порядком випуску, але хронологічно п'ятий фільм кіносаги «Зоряні війни».
Прем'єра відбулася 21 травня 1980 року. У прокаті картина зібрала понад 538 млн доларів, при бюджеті 33 млн доларів.
Станом на 1 березня 2024 року фільм займає 15-ту позицію у списку 250 найкращих фільмів за версією IMDb.

## Сюжет
Після знищення повстанцями «Зірки смерті» Дарт Вейдер починає пошук нової бази Альянсу, яка розташована на крижаній планеті Гот. Він розсилає галактикою дроїдів-шукачів, один із яких падає на Гот. Люк Скайвокер патрулює територію навколо бази, коли раптом бачить падіння шукача і вирушає туди, але на нього нападає хижа тварина вампа. Вампа забирає його до свого лігвища, але Люк звільняється за допомогою світлового меча і тікає у снігову пустелю. Тут його знаходить Хан Соло, що вирушив на пошуки, відклавши повернення боргу Джаббі Гатту. Люк несподівано бачить видіння Обі-Вана Кенобі, яке направляє його вчитись у джедая Йоди на планету Дагоба. Вейдер, попри недовіру генералів, посилає війська на Гот.
Починається бій, в результаті якого базу повстанців втрачено. Проте Люк вже тікає на іксокрилі разом з R2-D2. Хан, Лея, Чубакка і C-3PO тікають на «Тисячолітньому Соколі» в астероїдне поле, де сідають на дно печери. Тоді Дарт Вейдер долучає до їх пошуків найманців (у тому числі й Бобу Фетта). Люк сідає на планеті Дагоба в болото, біля якого зустрічає малу зелену істоту, яка обіцяє відвести його до Йоди. Тим часом Хан виявляє, що вони здійснили посадку у середині велетенського космічного хробака, тому їм доводиться тікати. Тепер корабель ховається на задній стороні башти зоряного винищувача Імперії, а згодом летить разом зі сміттям. Боба Фетт починає переслідувати їх. Люк потрапляє до будинку свого зеленого провідника й дізнається, що це і є Йода. Він починає навчання, але бачить видіння, в якому Хан і Лея страждають. Іксокрил потонув у болоті, але Йода підіймає його телекінезом, щоб довести могутність Сили. Люк обіцяє повернутись і завершити навчання, після чого летить шукати друзів. Йода відчуває, що Темний бік Сили може захопити Люка.
«Тисячолітній Сокіл» прилітає у «Місто Хмар» Беспін полагодити надсвітловий двигун, де Хана зустрічає правитель міста та його друг Лендо Калріссіан. Гостей дивує, що місто дотепер незалежне від Галактичної імперії, правитель пояснює це якоюсь угодою. Усе начебто триває добре, але Лендо несподівано віддає прибулих до рук Дарта Вейдера, який прибув сюди ще до них. Вейдер планує заморозити Люка в карбоніті, щоб привезти Імператору неушкодженим. Процес заморозки вирішують випробувати на Хані Соло. Перед початком процесу заморозки Лея каже, що кохає Хана, той відповідає, що закоханий також і його заливають карбонітом. Після цього він залишається живим, але замороженим, і його забирає Боба Фетт. Охорона Калріссіана перемагає імперські війська. Лендо, Лея, Чубакка, С-3РО та R2-D2 відлітають на «Тисячолітньому Соколі». 
Люк залишається у місті, де б'ється з Дартом Вейдером на світлових мечах. Вейдер відрізає Люку кисть руки, що падає в шахту разом зі світловим мечем Скайвокера. Ситх питає у Люка, чи знає він, що сталося з його батьком, а потім повідомляє хлопцеві страшну й гірку правду: Дарт Вейдер і є його батьком. Він просить Люка приєднатись до нього та разом правити галактикою, але Скайвокер відмовляється і стрибає в шахту, опиняючись під містом. Там його підбирає «Тисячолітній Сокіл». В останню мить корабель встигає полагодити надсвітловий двигун і відлетіти.
На кораблі повстанців Люку роблять нову механічну руку. Люк в розпачі звертається до духа Обі-Вана чому той не розповів йому правди про батька. А Лендо й Чубакка вирушають на пошуки Хана.

## Персонажі
| Персонаж             | Актор                                 |
| -------------------- | ------------------------------------- |
| Люк Скайвокер        | Марк Гемілл                           |
| Дарт Вейдер          | Девід Проуз, Джеймс Ерл Джонс (голос) |
| Хан Соло             | Гаррісон Форд                         |
| Лея Орґана           | Керрі Фішер                           |
| Палпатін/Дарт Сідіус | Єн Макдермід                          |
| Йода                 | Френк Оз                              |
| Чубакка              | Пітер Мейг'ю                          |
| Лендо Калріссіан     | Біллі Ді Вільямс                      |
| С-3РО                | Ентоні Деніелс                        |
| R2-D2                | Кенні Бейкер                          |
| Обі-Ван Кенобі       | Алек Гіннесс                          |
| майор Брен Дерлін    | Джон Ратценбергер                     |

## Трейлери
- Трейлер 1 Імперія завдає удару у відповідь [Архівовано 7 липня 2012 у Wayback Machine.]
- Трейлер 2 Імперія завдає удару у відповідь [Архівовано 20 грудня 2015 у Wayback Machine.]